# 短距離秩序
短距離秩序（たんきょりちつじょ、Short range order、SRO）短距離の原子間の秩序のことである。具体的には、最近接原子数（最も近い原子の数）、原子間の結合距離、原子間の結合角が秩序立った値を示すことを指す。結晶では、長距離秩序、短距離秩序両方とも存在するが、アモルファス（ガラスなど）では短距離秩序のみがほぼ成り立っている。